# 甘十九妹 (电视剧)
《甘十九妹》是山东三冠电影电视实业公司于1996年4月出品的一部古装武侠电视连续剧，改编自武侠作家萧逸的同名小说，由山东电视台在1995年拍摄完成。中国大陆早期武侠剧代表作之一，同《白眉大侠》《饮马流花河》并称为大陆武侠电视剧开篇三部曲。2008年，山东电视台对原版电视剧进行了重新处理，制作了高清数码修复精编字幕版，共24集（鲁剧审字[2008]第006号），并推出了8DVD-5版的音像。

## 剧情概述
武功高强的水红勺以艳名而闻名于武林，不少武林知名人士有与其有染。但水红勺的劣行也引起他们的不安，“岳阳门”的掌门冼冰就是其中之一。他联合结义兄弟“竹林七修”设下计谋，将水红勺引诱到凤凰山中的暗道，埋下薪材，要将其烧死。但听到水红勺凄惨的叫声，冼冰忽然不忍，心生怜悯之心，暗中放出一条生路，水红勺得以逃脱，但已容貌尽毁。水红勺发誓要复仇。
过了二十多年，身兼旷世姿容和盖世武功的甘十九妹(甘明珠)奉师父水红勺之命，来到中原，要向冼冰和“竹林七修”复仇。“岳阳门”旗下皆不是甘十九妹的对手，而混入“岳阳门”学艺的尹剑平的机警被冼冰看重，冼冰临时收其为徒，赠予避毒宝玉(当年水红勺送予他的)，托下重任，并帮其逃脱。但自己及“岳阳门”其他部众皆被甘十九妹手下阮行及爪牙杀害。
尹剑平一路逃脱，化名乔装成“尹心”，逃过了甘十九妹的追击，反而在纠缠过程中，惺惺相惜，渐生情意。尹剑平奉师傅遗命来赶赴迷仙宫，从独行大盗云中鹤手中救下任性淘气的少女尉迟兰心。二人一路同行，成了欢喜冤家，尉迟兰心也对帅气的尹剑平心生爱慕。
之后，尹剑平继续碰上了甘十九妹，二人的感情渐渐发展，虽是对手却似情人，爱恨难言，二人彼此亦多次互相救助，感情更加深厚。而尉迟兰心也与甘十九妹邂遇，二人一见如故，结为金兰姐妹，但二人皆隐瞒了个人的心事，种种误会下，注定了一段凄婉的爱情纠葛。
最终，甘十九妹和尹剑平都知晓了对方的真正身份和目的，但二人身陷爱河已久，二人情感更是愈发虐心。而同时甘十九妹的师姐金珠、迷仙宫主樊钟秀等人穿插其中，使二人纠葛越发激烈。水红勺亲率人马来到中原，导致双方矛盾进一步升级。尹剑平得知杀害自己父母的大仇人正是水红勺，尉迟兰心也被阮行等人侮辱，后来更被水红勺设计死在甘十九妹的剑下。种种仇恨加上误会，尹剑平和甘十九妹这段凄美的爱情故事因仇恨而生，也因仇恨而终……

## 演员

### 主要演员
| 演员   | 角色     | 简介 |
| ------ | -------- | ---- |
| 张子健 | 尹剑平   |      |
| 杨露   | 甘十九妹 |      |
| 颜丙燕 | 尉迟兰心 |      |
| 刘玉华 | 阮 行    |      |
| 曲宝刚 | 花二郎   |      |
| 王志刚 | 范银江   |      |
| 张富民 | 范中秀   |      |
| 隋娟娟 | 金 珠    |      |
| 孙健秋 | 马一波   |      |

### 其他演员
- 孔　铁 饰 云中鹤
- 李　洁 饰 吴老太
- 李宪明 饰 左明月
- 庄春红 饰 银　珠
- 武静平 饰 水红勺
- 姚春雨 饰 赵　武
- 周晓民 饰 莫三畏
- 吴成森 饰 李　桐
- 赵新民 饰 秦香主
- 吕兆云 饰 吴　庆
- 吴昔国 饰 霍　南
- 韩春玉 饰 冼　冰
- 曲安国 饰 李铁心
- 曾宪文 饰 米如烟
- 王永泉 饰 冷　琴
- 李鲁轲 饰 华　刚
- 乌守国 饰 华　强
- 刘宝生 饰 宫　崎
- 冯红刚 饰 陆　豪
- 杨　凯 饰 许　九
- 王　勇 饰 桑　青
- 李胜利 饰 陆天豪
- 刘枫雪 饰 小　方
- 许健辉 饰 小　童

## 制作
- 出品公司：山东三冠电影电视实业公司、香港艺联影视集团
- 制作公司：山东省三冠电影电视实业公司、山东扳倒井集团有限公司、中国农业银行济南分行、山东电影电视制作中心
- 外景：山东济南千佛山公园管理处万佛洞景点、山东泰安泰山风景区、 山东黄河浮桥（泺口）森林公园、济南龙洞景区、山东烟台、威海海域沿岸
- 副导演：韩春玉、李鲁轲、王文圣、吴昔国、王永泉
- 数码修复版本的《甘十九妹》（8DVD-5版），于2010年出版发行。ISRC：CN-E22-05-0732-0/V.J9

## 音乐
片头曲：《成人童话》/《侠客梦》
- 作曲：张宏光、郭建勇 作词：李鲁轲 演唱：尹相杰

片尾曲：《如果来生还是今世的重复》/《多情总比无情苦》
- 作曲：张宏光 作词：李鲁轲 演唱：杭宏

插曲：《勿相忘》
- 琴萧合奏